# Barranc de Llagunes
El Barranc de Llagunes, és un barranc de l'antic terme de Gurp de la Conca, actualment inclòs en el terme municipal de Tremp, al Pallars Jussà.
Es forma a l'est dels Rocs de la Serra, a l'extrem sud-oest de la Serra de Castellet. Des d'aquell lloc davalla cap al sud-est, per una vall bastant profunda i de difícil accés, envoltada de cingleres, sobretot al darrer tram. A llevant del Serrat de l'Esmoladora s'uneix al barranc de Comes, per formar, entre tots dos, el torrent de l'Aigüera.